# 197 v.Chr.
Het jaar 197 v.Chr. is een jaartal volgens de christelijke jaartelling.

## Gebeurtenissen

### Italië
- Gaius Cornelius Cethegus en Quintus Minucius Rufus zijn consul in het Imperium Romanum.
- In Rome verhoogt de Senaat het ambt pretor met zes magistraten, om de Romeinse Republiek bestuurbaar te houden.
- De Romeinen verslaan in de Povlakte, de Gallische stammen de Cenomani en de Insubres.

### Europa
- In Hispania komt de Keltische stam de Turdetani, in Andalusië in opstand tegen de Romeinse overheersing.

### Klein-Azië
- Eumenes II (197 - 159 v.Chr.) volgt zijn vader Attalus I op als koning van Pergamon.

### Griekenland
- Slag bij Cynoscephalae: Het Romeinse leger (33.000 man) onder Titus Quinctius Flamininus, verslaat in Thessalië de Macedoniërs. De Romeinen zetten in bergachtig gebied 20 krijgsolifanten in en drijven het Macedonische leger op de vlucht.
- Koning Philippus V van Macedonië sluit een vredesverdrag met Rome en moet 5.000 talenten betalen aan oorlogsschade.

## Overleden
- Attalus I Soter (~269 v.Chr. - ~197 v.Chr.), koning van Pergamon (72)